# Hadromys
Hadromys (Thomas, 1911) è un genere di Roditori della famiglia dei Muridi.

## Descrizione

### Dimensioni
Al genere Hadromys appartengono roditori di medie dimensioni, con lunghezza della testa e del corpo tra 118 e 140 mm, la lunghezza della coda tra 106 e 132 mm e un peso fino a 77 g.

### Caratteristiche craniche e dentarie
Il cranio è distintamente convesso lateralmente ed ha un rostro corto e largo e le creste sopra-orbitali ben sviluppate. Le placche zigomatiche sono concave anteriormente, per poi curvarsi verso il basso. I fori palatali anteriori sono lunghi e sottili. Gli incisivi superiori sono robusti, larghi, rossastri e lisci.
Sono caratterizzati dalla seguente formula dentaria:

### Aspetto
Il corpo è robusto. La pelliccia è densa e soffice. Le orecchie sono grandi e rotonde. Il dito esterno delle zampe anteriori è estremamente corto, ma munito di un artiglio. I piedi sono alquanto sottili, il quinto dito è poco più lungo dell'alluce, mentre il terzo ed il quarto sono fortemente ridotti. La coda è più corta della testa e del corpo ed è ricoperta densamente di peli. Le femmine hanno 2 paia di mammelle pettorali e 2 paia inguinali.

## Distribuzione
Questo genere è diffuso in India e in Cina.

## Tassonomia
Il genere comprende 2 specie.
- Hadromys humei
- Hadromys yunnanensis